# 2022年冬季奥林匹克运动会菲律宾代表团
2022年冬季奥林匹克运动会菲律宾代表团是菲律宾所派出的2022年冬季奥林匹克运动会代表团。这是该国第六次参加冬季奥运。
菲律宾代表团共由六人组成，包括该国唯一的参赛运动员Asa Miller、Miller的教练Will Gregorak、代表团团长Bones Floro、菲律宾滑雪和单板滑雪联合会主席Jim Palomar Apelar、一名防疫联络官和一名行政人员。菲律宾体育委员会共计拨款330万比索，以资助菲律宾运动员备战2022年北京奥运。

## 高山滑雪
根据国际滑雪联合会公布的各代表团所获席位列表，菲律宾在高山滑雪项目上可派出一名男选手参赛。菲律宾滑雪及单板滑雪联合会指定Asa Miller代表该国参加冬奥。
| 运动员     | 项目       | 第一次 | 第一次 | 第二次 | 第二次 | 总计 | 总计 |
| 运动员     | 项目       | 时间   | 排名   | 时间   | 排名   | 时间 | 排名 |
| ---------- | ---------- | ------ | ------ | ------ | ------ | ---- | ---- |
| Asa Miller | 男子大曲道 | DNF    | DNF    | DNF    | DNF    | DNF  | DNF  |
| Asa Miller | 男子曲道   | DNF    | DNF    | DNF    | DNF    | DNF  | DNF  |